# Дженна Коулман
Дженна Коулман (англ. Jenna Coleman; нар. 27 квітня 1986) — англійська акторка, відома роллю у британській мильній опері Еммердейл. 2012 року отримала роль наступної супутниці одинадцятого Доктора у науково-фантастичному серіалі «Доктор Хто». 20 червня 2013 року оголосила про зміну сценічного імені із Дженна-Луїза Коулман на Дженна Коулман. Вперше під таким ім'ям її буде записано в титрах ювілейного спецвипуску «Доктора Хто».

## Біографія
Дженна-Луїза Коулман народилася в Блекпулі 27 квітня 1986 року, у сім'ї Карен і Кіта Коулманів. Її батько — столяр і монтажник інтер’єрів барів і ресторанів. У неї є старший брат на ім'я Бен, він столяр. Бабуся її назвала на честь персонажа Дженні Вейд з американського серіалу «Даллас». Вона відвідувала школу Арнольда в Блекпулі, де була старостою. У школі вона була членом театральної трупи In Yer Space, з якою виступала у виставі Crystal Clear на Единбурзькому фестивалі.  Вона отримала нагороду за свою гру, а п'єсу також прихильно зустріли. Їй запропонували місце для вивчення англійської мови в Йоркському університеті, але вона відмовилася, щоб погодитися на роль Жасмін Томас у мильній опері «Еммердейл».

## Кар'єра
Першою роллю Коулман, котра і принесла їй популярність у Великій Британії, стала роль Жасмін Томас [Архівовано 4 травня 2022 у Wayback Machine.] у мильній опері «Еммердейл» [Архівовано 3 травня 2022 у Wayback Machine.], яку вона виконувала з 2005 по 2009 рік. За цю роль її було номіновано на British Soap Awards у категорії «Найкращий дебют» і на Національну телевізійну премію в категорії «Найпопулярніший новачок» 2007 року. 2009 року British Soap Awards включив її в номінації «Найкраща акторка», «Найсексуальніша акторка» і «Найкраща гра у драматичному серіалі»., а TV Choice Awards — у номінацію «Найкраща актриса».
2009 року актриса приєдналася до серіалу BBC «Вулиця Ватерлоо», де у свої 23 роки виконала роль школярки Ліндсей Джеймс. 2010 року BBC включили Коулман до акторського складу телеадаптації роману Джона Брейна Шлях нагору, де вона зіграла роль Сьюзен Браун, проте серіал досі не було випущено в ефір через юридичні суперечки. 2012 року ці проблеми було вирішено, і продюсери підтвердили прем'єру серіалу в недалекому майбутньому.
2011 року відбувся дебют Коулман на великому екрані. Вона з'явилась у невеликій ролі у фільмі «Перший месник». Того ж року вона зіграла Енні Дезмонд у чотирисерійному серіалі «Титанік» та озвучила персонаж Мелії в англійській локалізації відеогри Xenoblade Chronicles.
На прес-конференції 21 березня 2012 року виконавчий продюсер британського науково-фантастичного телесеріалу «Доктор Хто» Стівен Моффат оголосив, що Дженна-Луїза Коулман отримала постійну роль нової супутниці Одинадцятого Доктора (Метта Сміта). Вона замінила Карен Ґіллан та Артура Дервіла, які залишили серіал у п'ятому епізоді сьомого сезону.. На постійній основі в серіалі Дженна-Луїза Коулман з'явилася в епізоді «Сніговики», однак перша її поява відбулася в першій серії сьомого сезону, «Притулок Далеків».

## Фільмографія

### Фільми
| Рік  |    | Українська назва    | Оригінальна назва                  | Роль          |
| ---- | -- | ------------------- | ---------------------------------- | ------------- |
| 2011 | ф  | Перший месник       | Captain America: The First Avenger | Конні         |
| 2012 | тф | Кімната наверху     | Room at the Top                    | С'юзан Браун  |
| 2016 | ф  | До зустрічі з тобою | Me Before You                      | Катріна Кларк |
| 2022 | ф  |                     | Klokkenluider                      | Фло           |
| 2023 | ф  |                     | Jackdaw                            | Бо            |

### Серіали
| Рік       |   | Українська назва            | Оригінальна назва        | Роль                                 |
| --------- | - | --------------------------- | ------------------------ | ------------------------------------ |
| 2005—2009 | с | Еммердейл                   | Emmerdale                | Жасмін Томас (180 епізодів)          |
| 2009      | с | Вулиця Ватерлоо             | Waterloo Road            | Ліндсей Джеймс (9 епізодів)          |
| 2012      | с | Титанік                     | Titanic                  | Енні Дезмонд (4 епізоди)             |
| 2012—2017 | с | Доктор Хто                  | Doctor Who               | Клара Освальд (38 епізодів)          |
| 2013      | с | Танці на межі               | Dancing on the Edge      | Розі (2 епізоди)                     |
| 2013      | с | Смерть приходить в Пемберлі | Death Comes To Pemberley | Лідія Вікхем (3 епізоди)             |
| 2016—2019 | с | Вікторія                    | Victoria                 | Королева Вікторія (25 епізодів)      |
| 2018      | с |                             | The Cry                  | Джоанна Ліндсей (4 епізоди)          |
| 2020      | с | У дев'ятому номері          | Inside No. 9             | Бітті (Епізод: "Death Be Not Proud") |
| 2021      | с | Змій                        | The Serpent              | Марі-Андре Леклерк (8 епізодів)      |
| 2022      | с | Пісочний чоловік            | The Sandman              | Джоанна Костянтин (3 епізоди)        |
| 2023      | с |                             | Wilderness               | Лів Тейлор (6 епізодів)              |
| 2024      | с |                             | The Jetty                | Ембер Меннінг (4 епізоди)            |